# ハノイ国家大学
| ハノイ国家大学 Vietnam National University, Hanoi |                                         |
| 国公私立の別                                      | 国立                                    |
| 設立                                              | 1951年                                  |
| 共学・別学                                        | 男女共学                                |
| 単位制・学年制                                    | 単位制                                  |
| 所在地                                            | ベトナム ハノイ                         |
| ウェブサイト                                      | The 39th International Physics Olympiad |

ハノイ国家大学（ハノイこっかだいがく、英語名：Vietnam National University, Hanoi、ベトナム語：Đại học quốc gia Hà Nội、漢字表記：大學國家河内）は、ベトナムのハノイにあるユニバーシティーシステム（大学連合体）。ベトナム国家大学ハノイ校とも訳されるが、ベトナム語名には「校」（「場」Trường）の字をつけない。「校」の字をつけると、単体大学であるハノイ大学[校]（Trường Đại học Hà Nội）と混同される。

## 沿革
- 1906年 フランスがインドシナ大学（漢名「東洋大学」）を設立。
- 1945年 越南民主共和国初の大学「越南国家大学」として第一回入学式を行う。初代学長はグイ・ニュ・コン・ツム（魏如崑嵩）、フランスでフレデリック・ジョリオ・キュリーに師事した核物理学者。仏独開戦に際し、師フレデリックは「俺はポーランド系フランス人だから仇敵ドイツと戦うが、おまえはベトナム人なのだからフランスなんかのために戦って犬死するな、ベトナムのために生きろ」といって帰国を促した。
- 1956年 越南国家大学を解消し、単体のハノイ総合大学[校]を設立。
- 1967年 ハノイ外語師範大学[校]を設立。
- 1993年 ハノイ総合大学[校]、ハノイ外語師範大学[校]が統合し、これにハノイ百科大学（ハノイ工科大学）[校]、ハノイ師範大学[校]の一部教員が編入されて、ハノイ国家大学となる。統合後、総合大学は①自然科学大学[校]、②人文社会科学大学[校]、③経済大学[校]、④法律スクールに分割・改称され、⑤外語師範大学[校]は⑥外語大学[校]、⑥国際スクールに分割・改称された。また、旧・百科大学教員は⑦工芸大学[校]を創設し、旧・師範大学教員は⑨教育大学[校]を創設した。その後、新たに⑨医薬スクール、⑩経営スクール、⑪グラジュエートスタディーズ・スクール、⑫日越大学[校]が加わり、全12部局（7大学、5スクール）から成る。また、自然科学大学付属高校と外語大学付属高校は、ハノイ師範大学付属高校、ホーチミンシティー師範大学付属高校、ホーチミンシティー国家大学付属高校と共に、ベトナム最高レベルの英才教育高校として知られる。

## 教員・主な出身者
- イ・バン（伊斑） - 作家
- グエン・フー・チョン（阮富仲） - 政治家、国家主席、ベトナム共産党書記長